# Ceraspis bicolor
Ceraspis bicolor är en skalbaggsart som beskrevs av Moser 1919. Ceraspis bicolor ingår i släktet Ceraspis och familjen Melolonthidae. Inga underarter finns listade i Catalogue of Life.